# Bulgarien i olympiska vinterspelen 2002
Bulgarien deltog i olympiska vinterspelen 2002. Bulgariens trupp bestod av 23 idrottare varav 13 var män och 10 var kvinnor. Den äldsta idrottaren i Bulgariens trupp var Stefan Vasilev (33 år, 161 dagar) och den yngsta var Asen Pandov (17 år, 253 dagar).

## Medaljer

### Silver
- Short track
  - Damer 500m: Evgeniya Radanova

### Brons
- Short track
  - Damer 1500m: Evgeniya Radanova
- Skidskytte
  - Damer 10 km sprint: Irina Nikulchina

## Trupp
| Namn                      | Sport            | Ålder |
| ------------------------- | ---------------- | ----- |
| Slavcho Batinkov          | Längdskidåkning  | 32    |
| Ivan Bayrakov             | Längdskidåkning  | 18    |
| Miroslav Boyadzhiev       | Short track      | 22    |
| Ekaterina Dafovska        | Skidskytte       | 26    |
| Miroslav Danov            | Bob              | 22    |
| Albena Denkova            | Konståkning      | 27    |
| Ivan Dinev                | Skidskytte       | 23    |
| Pavlina Filipova          | Skidskytte       | 26    |
| Stefan Georgiev           | Alpin skidåkning | 24    |
| Marina Georgieva          | Short track      | 21    |
| Iva Karagiozova-Shkodreva | Skidskytte       | 30    |
| Georgi Kasabov            | Skidskytte       | 23    |
| Anna Krasteva             | Short track      | 24    |
| Irina Nikulchina          | Skidskytte       | 27    |
| Asen Pandov               | Short track      | 17    |
| Kiril Pandov              | Short track      | 18    |
| Angel Pumpalov            | Alpin skidåkning | 23    |
| Evgeniya Radanova         | Short track      | 24    |
| Maksim Stavisky           | Konståkning      | 24    |
| Stefan Vasilev            | Bob              | 33    |
| Nadezhda Vasileva         | Alpin skidåkning | 23    |
| Daniela Vlaeva            | Short track      | 25    |
| Georgi Zharkov            | Backhoppning     | 25    |